# Елязигспор
«Елязигспор» (тур. Elazığspor Kulubü) — турецький футбольний клуб з міста Елязиг. 
Виступає в вищому дивізіоні — Турецькій Суперлізі.

## Історія
Елязигспор заснований 1967 року після об'єднання трьох місцевих клубів (Меркез Генчлік, Гювенспор та Харпутспор) з метою сформувати сильну команду міста Елязиг. Клуб грав у другій та третій лігах. Нарешті, в 2002 році йому вдалося вийти до Турецької Суперліги. Після кількох сезонів клуб вибув з вищого дивізіону й повернувся після успішного сезону 2011—2012 років.

## Досягнення
- Участь у Суперлізі Туреччини: 2002–2004, 2012–

## Відомі гравці
- Орхан Ак